# Herichthys bartoni
Herichthys bartoni är en fiskart som först beskrevs av Bean 1892.  Herichthys bartoni ingår i släktet Herichthys och familjen Cichlidae. IUCN kategoriserar arten globalt som sårbar. Inga underarter finns listade i Catalogue of Life.